# コール・スワイダー
コール・アレクサンダー・スワイダー（Cole Alexander Swider, 1999年5月8日 - ）は、アメリカ合衆国・ロードアイランド州ポーツマス出身のプロバスケットボール選手。NBAのトロント・ラプターズに所属している。ポジションはパワーフォワードまたはスモールフォワード。

## 経歴

### ハイスクール
高校3年目のシーズンに平均26.5得点、11.2リバウンド、3.1アシスト、1.9スティール、1.3ブロックの成績を記録し、ロードアイランド州のゲータレード年間最優秀選手賞を受賞した。4年目のシーズンは平均31得点の成績を記録した。
主要サイトから4つ星評価を受け、ビラノバ大学へ進学した。

### カレッジ

#### ビラノバ
ビラノバ大学では3年間プレーしたが、十分な出場機会を得られず、3年目の2020-21シーズン終了後に転校することを発表した。

#### シラキュース
4年目の2021-22シーズン開幕前にシラキュース大学へ転校した。このシーズンは先発に定着して出場時間も大幅に伸び、平均13.9得点、6.8リバウンド、1.4アシストの成績を記録した。シーズン終了後に2022年のNBAドラフトへエントリーした。

### ロサンゼルス・レイカーズ
ドラフトでは指名がなく、2022年7月1日にロサンゼルス・レイカーズとのツーウェイ契約を結んだ。サマーリーグのマイアミ・ヒート戦でプロデビューを果たして13得点、6リバウンド、1ブロックを記録し、チームは100-66で勝利した。
2023年7月26日にレイカーズから解雇された。

### マイアミ・ヒート
8月11日にマイアミ・ヒートとの契約に合意し、11月21日にツーウェイ契約に切り替わった。

### デトロイト・ピストンズ
2024年10月21日にデトロイト・ピストンズとのツーウェイ契約に合意した。

### サウスベイ復帰
2025年2月19日にNBAGリーグのサウスベイ・レイカーズへトレードで獲得された。翌日のリップシティ・リミックス戦でシーズンハイとなる36得点を記録したが、チームは112-123で敗れた。

### トロント・ラプターズ
3月26日にトロント・ラプターズとの10日間契約に合意した。

## 個人成績

### NBA

#### レギュラーシーズン
| シーズン | チーム | GP | GS | MPG | FG%  | 3P%  | FT%   | RPG | APG | SPG | BPG | PPG |
| -------- | ------ | -- | -- | --- | ---- | ---- | ----- | --- | --- | --- | --- | --- |
| 2022–23  | LAL    | 7  | 0  | 5.9 | .333 | .375 | ---   | 1.0 | .6  | .0  | .0  | 1.3 |
| 2023–24  | MIA    | 18 | 0  | 4.8 | .395 | .333 | 1.000 | .4  | .3  | .1  | .1  | 2.3 |
| 2024–25  | DET    | 2  | 0  | 6.5 | .000 | .000 | ---   | 1.0 | .5  | .0  | .0  | .0  |
| 通算     | 通算   | 27 | 0  | 5.2 | .346 | .302 | 1.000 | .6  | .4  | .0  | .0  | 1.9 |

### カレッジ
| シーズン | チーム       | GP  | GS | MPG  | FG%  | 3P%  | FT%  | RPG | APG | SPG | BPG | PPG  |
| -------- | ------------ | --- | -- | ---- | ---- | ---- | ---- | --- | --- | --- | --- | ---- |
| 2018–19  | ビラノバ     | 21  | 0  | 9.6  | .375 | .283 | .632 | 1.2 | .6  | .1  | .0  | 3.5  |
| 2019–20  | ビラノバ     | 31  | 15 | 18.5 | .442 | .352 | .667 | 2.9 | .6  | .2  | .3  | 6.1  |
| 2020–21  | ビラノバ     | 25  | 2  | 18.9 | .426 | .402 | .750 | 2.8 | 1.1 | .5  | .1  | 5.7  |
| 2021–22  | シラキュース | 33  | 33 | 34.5 | .440 | .411 | .866 | 6.8 | 1.4 | 1.0 | .4  | 13.9 |
| 通算     | 通算         | 110 | 50 | 21.7 | .432 | .381 | .794 | 3.7 | .9  | .5  | .2  | 7.8  |